# Kunstleria sarawakensis
Kunstleria sarawakensis är en ärtväxtart som beskrevs av Ridd.-num. och Kornet. Kunstleria sarawakensis ingår i släktet Kunstleria och familjen ärtväxter. Inga underarter finns listade i Catalogue of Life.